# Langstreckenrennen

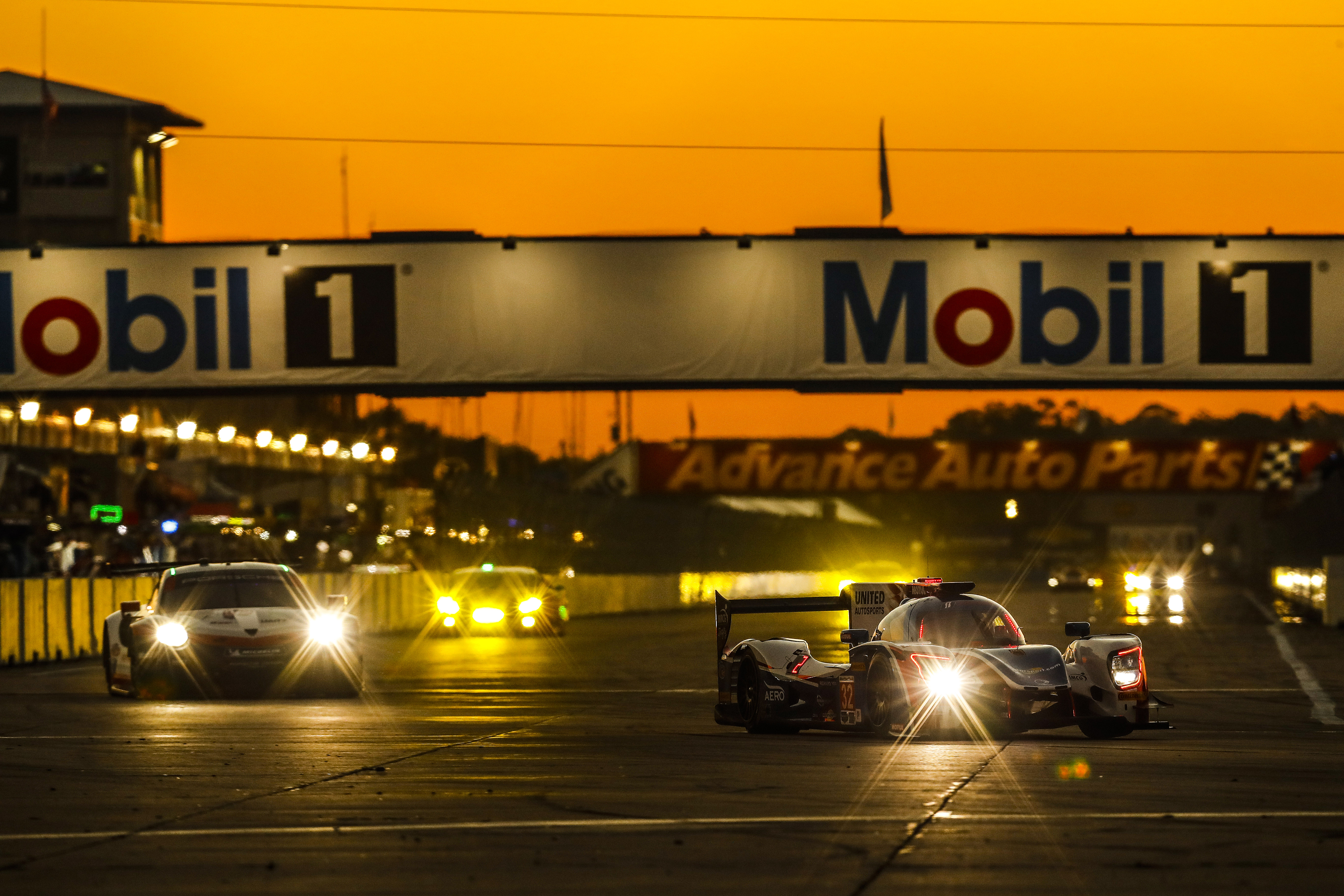
Ein Ligier-Prototyp vor einem Porsche 911 RSR (2017) beim 12-Stunden-Rennen von Sebring 2018

Langstreckenrennen sind eine Form des Motorsports, bei der die Haltbarkeit der Ausrüstung und die Ausdauer der Teilnehmer getestet werden. Teams mit mehreren Fahrern versuchen innerhalb eines festgelegten Zeitraums von mehreren Stunden eine möglichst große Distanz (zeitbasierte Langstreckenrennen) oder eine festgelegte besonders große Distanz in möglichst kurzer Zeit zurückzulegen (distanzbasierte Langstreckenrennen).
Langstreckenrennen werden mit mehreren Fahrern bestritten, die sich am Steuer abwechseln. Der Fahrerwechsel erfolgt üblicherweise beim Boxenstopp, wobei die Teilnehmer eine Pause einlegen und während des Rennens wechseln können.
Ein große Faszination sowohl für Fahrer als auch für Zuschauer ist der Rennbetrieb bei Nacht. Dieser stellt für Fahrer, Fahrzeug und Teams eine besondere Herausforderung dar, da insbesondere bei den Rennen Le Mans,  Nürburgring und Spa die Strecken über große Teile komplett unbeleuchtet ist und die Fahrer durch sehr dunkle Streckenabschnitte fahren müssen. Dadurch bergen die Nachstunden der Rennen immer ein erhöhtes Unfallrisiko. 

## Geschichte

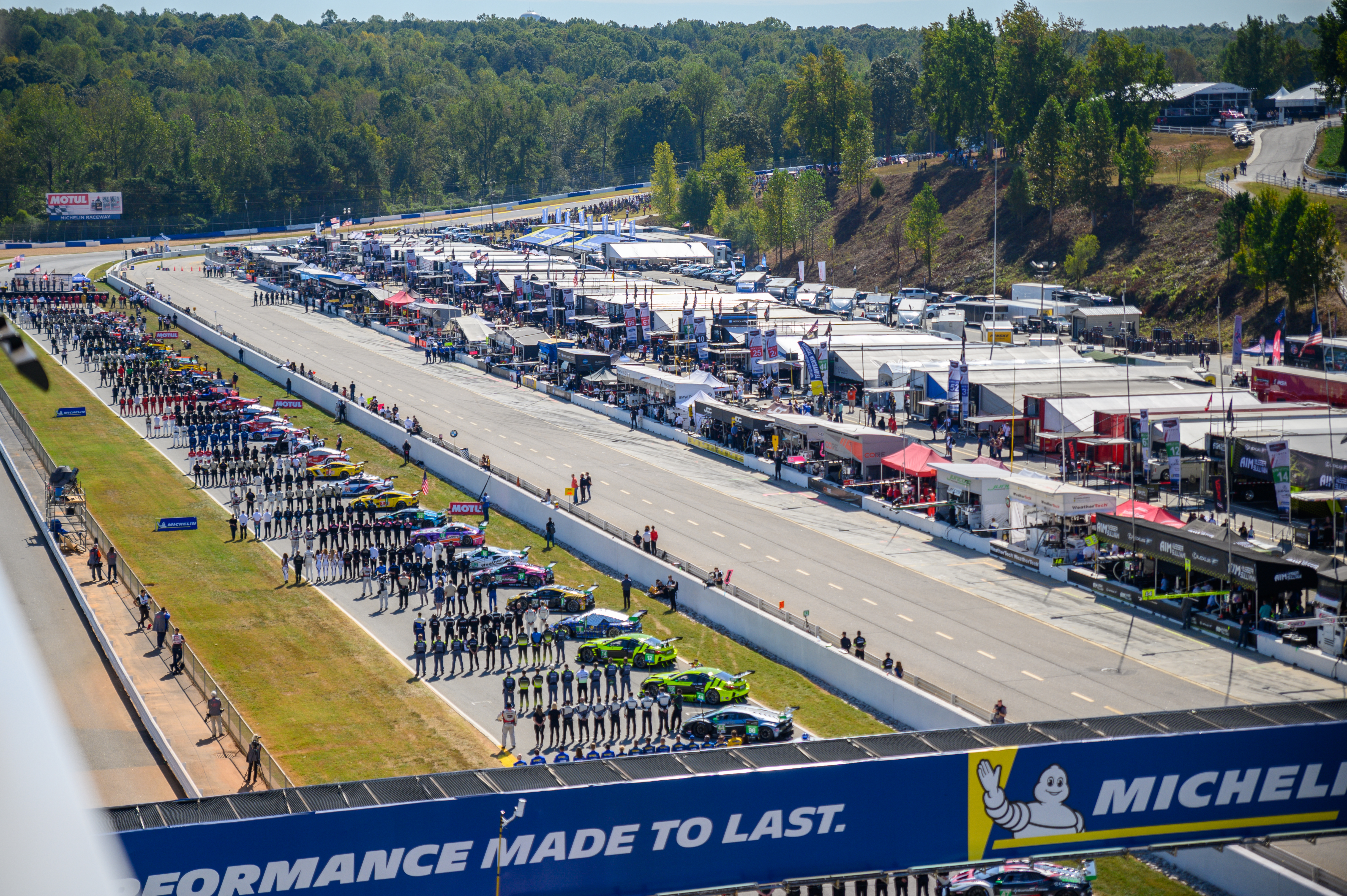
Startaufstellung Petit Le Mans 2019

Das erste organisierte 24-Stunden-Autorennen der Welt wurde am 3. und 4. Juli 1905 auf einer 1-Meilen-Ovalbahn im Driving Park in Columbus, Ohio, ausgetragen.
Die Geschichte der Langstreckenrennen ist eng verknüpft mit der Geschichte der motorisierten Fortbewegung. Die ersten Langstreckenrennen glichen eher Rallyes auf öffentlichen Straßen von Stadt zu Stadt. Um den daraus resultierenden Gefahren aus dem Weg zu gehen, wurden Mitte der 1920er Jahre die Rennstrecken eingerichtet, auf denen bis heute einige der bekanntesten Langstreckenrennen ausgetragen werden, wie Le Mans (1923), der Nürburgring (1927) oder der Spa-Francorchamps (1921). Oftmals wurden zuerst öffentliche Straßen abgesperrt und als Rennstrecke genutzt und erst mit der Zeit daraus permanente Rennstrecken entwickelt. Einzig der Nürburgring war von Anfang an als permanente Rennstrecke geplant und gebaut worden.
Langstreckenrennen waren und sind vor allem interessant für Hersteller von Automobilen. Viele Marken versprachen und versprechen sich immer noch einen enormen Beliebtheitsgewinn bei einem Sieg eines der prestigeträchtigen Rennen. Viele Marken begründen ihre sportliche Ausrichtung auf den Rennerfolgen im Langstreckensport.

## Langstreckenrennen nach Einsatzgeräten
Langstreckenrennen werden mit Automobilen, Motorrädern oder Karts ausgetragen. Sie sind prinzipiell aber bei einer Vielzahl motorisierter Gefährte als Wettbewerbsformat möglich. Mit dem britischen BLMRA 12 Hour gibt es auch ein Langstreckenrennen für Rennrasenmäher.

### Automobile

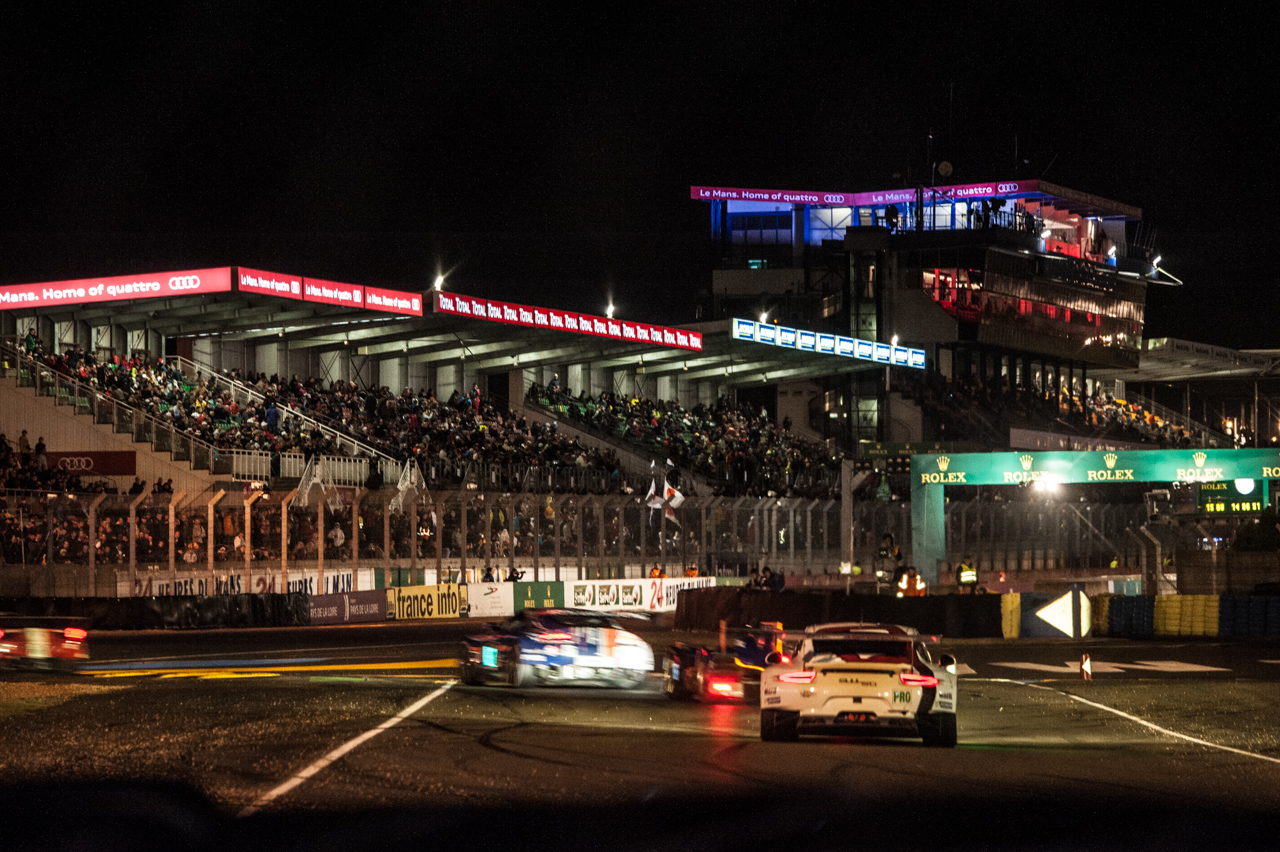
Das bekannteste Langstreckenrennen für Automobile, die 24 Stunden von Le Mans

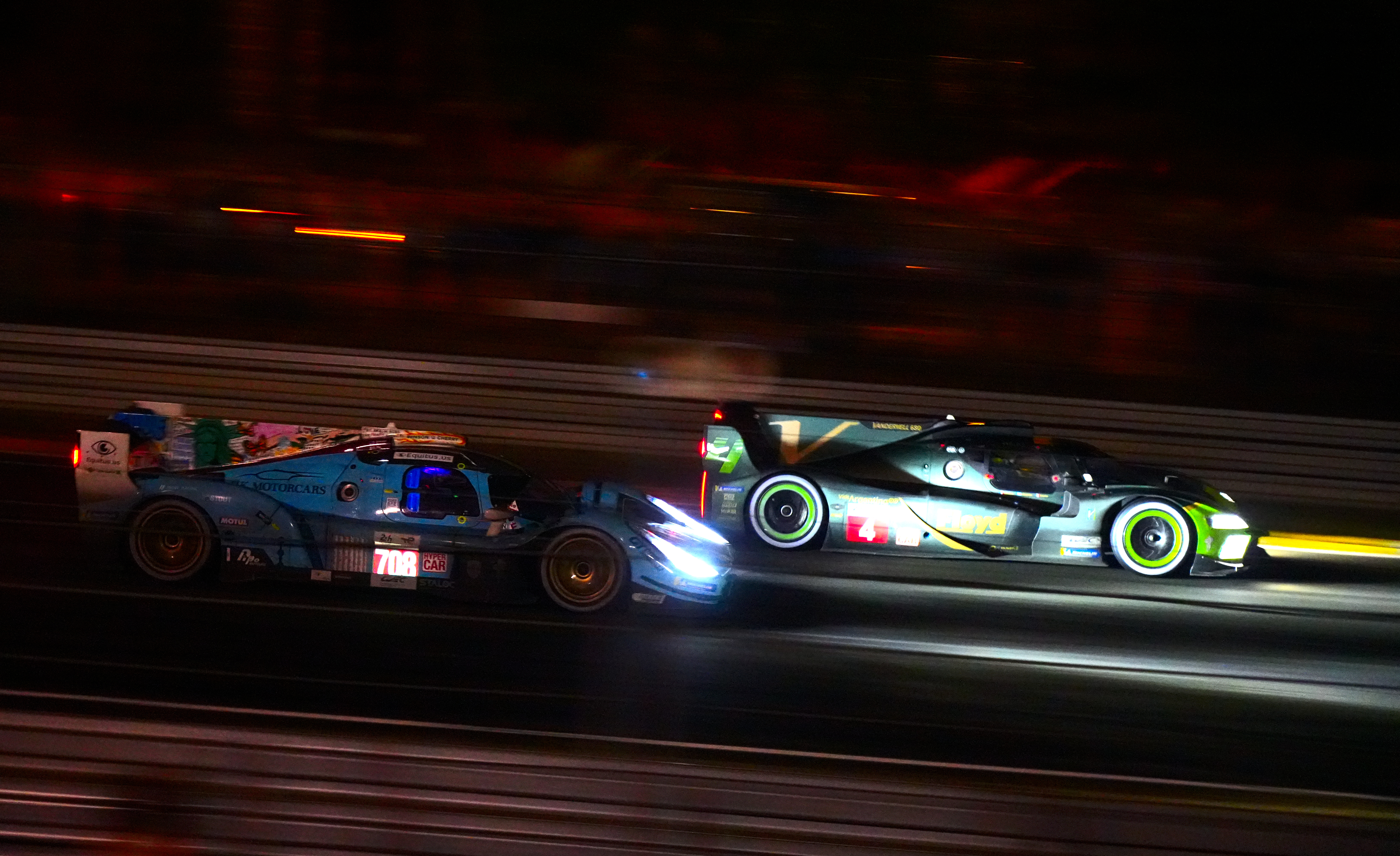
24 Stunden von Le Mans 2023

Die bekanntesten Langstreckenrennen für Automobile sind 24-Stunden-Rennen:
- 24-Stunden-Rennen von Daytona
- 24-Stunden-Rennen von Dubai
- 24-Stunden-Rennen von Le Mans
- 24-Stunden-Rennen auf dem Nürburgring
- 24-Stunden-Rennen von Spa-Francorchamps

Ein weiteres bekanntes Format sind 12-Stunden-Rennen:
- 12-Stunden-Rennen von Abu Dhabi
- 12-Stunden-Rennen von Bathurst
- 12-Stunden-Rennen von Sebring

Das längste Langstreckenrennen war der „Marathon de la Route“ auf dem Nürburgring der über eine Distanz von 84 Stunden ausgetragen wurde.
Gängige Formate für automobile Langstreckenrennen sind
- 24 Stunden
- 12 Stunden
- 10 Stunden
- 8 Stunden
- 6 Stunden
- 4 Stunden
- 1000 Kilometer
- 1000 Meilen, z. B. Mille Miglia oder 1000-Meilen-Rennen von Sebring
- 500 Kilometer

sowie eine Reihe weniger verbreiteter Formate.

### Motorrad
Langstreckenrennen haben im Motorradsport eine genauso lange Tradition. Das bekannteste Rennen ist der Bol d’Or  in Frankreich, welches seit 1922 ausgetragen wird. Ebenfalls in Frankreich wird seit 1977 das 24-Stunden-Motorradrennen von Le Mans ausgetragen. Es wurde als Reaktion auf den Umzug des Bol d’Or vom Circuit Bugatti auf die Rennstrecke von Paul Ricard veranstaltet und avancierte in der Folgezeit ebenfalls zu einem Klassiker im Motorrad-Langstreckensport.
Berühmt und insbesondere für die japanischen Motorradhersteller wichtig sind die 8-Stunden von Suzuka, welche 1978 zum ersten Mal ausgetragen wurden. Ein Sieg dort wird als genauso prestigeträchtig gesehen wie der Gewinn der Weltmeisterschaft in der MotoGP. Bekannt im europäischen Raum ist außerdem das 24-Stunden-Motorradrennen von Spa-Francorchamps, das mit Unterbrechungen seit 1971 ausgetragen wurde. In den ersten zwei Jahren wurde das Rennen auf dem Circuit Zolder ausgetragen.